# تحالف المناخ (السويد)
تحالف المناخ هو حزب سياسي سويدي يركز على قضايا المناخ، ويصف نفسه بأنه منظمة غير إيديولوجية ذات نفوذ حزبي ومتجاوز للتكتلات، لا تنتمي إلى اليمين ولا اليسار. تم وصف البرنامج الانتخابي للحزب من قبل مركز الفكر التجاري الليبرالي الكلاسيكي تيمبرو على أنه يساري.
بدأ تحالف المناخ في خريف 2021 من قبل أشخاص نشطوا منذ فترة طويلة في النقاش الاجتماعي داخل أحزاب مختلفة أو خارج السياسة الحزبية، مثل جودرون شيمان وأندرس ويجكمان وكريستينا بيرسون وك. قرر الحزب في فبراير 2022 خوض الانتخابات البرلمانية، وفي 17 مارس 2022 سجل تحالف المناخ كحزب لدى السلطة الانتخابية. يتصدر القائمة البرلمانية للحزب كل من جودرون شيمان وك. ج. هامر.
فيما يتعلق بإعلان الحزب عن خوض الانتخابات البرلمانية أعلن ويجكمان أنه لن يشارك في العمل الحزبي.
في يونيو 2022 أعلن الحزب أنه سيخوض أيضًا الانتخابات البلدية في عام 2022، بما في ذلك في مدينة ستوكهولم. يتصدر القائمة هناك السياسية الإقليمية السابقة لحزب الخضر بيترا شاغيرهولم.